# David Hinojosa
David Hinojosa (Portage, ...) è un produttore cinematografico statunitense, candidato al Premio Oscar al miglior film per Past Lives.

## Biografia
David Hinojosa ha lavorato per la The Weinstein Company, concentrandosi principalmente su campagne marketing per film come Blue Valentine e Il discorso del re. Successivamente ha lavorato per la Killer Films. Nel 2017, ha prodotto il film First Reformed - La creazione a rischio di Paul Schrader e Zola di Janicza Bravo. Nel 2021 ha fondato con Christine D'Souza Gelb e Kevin Rowe la casa di produzione cinematografica 2AM. Nel 2022, ha prodotto i film Bodies Bodies Bodies di Halina Reijn e Tutto è possibile di Billy Porter. Nel 2024, è stato candidato all'Oscar al miglior film per Past Lives, diretto da Celine Song e presentato al Festival di Berlino 2023.

## Filmografia

### Cinema
- Giovani ribelli - Kill Your Darlings (Kill Your Darlings), regia di John Krokidas (2013)
- Bluebird, regia di Lance Edmands (2013)
- Mala Mala, regia di Antonio Santini e Dan Sickles (2014)
- Nasty Baby, regia di Sebastián Silva (2015)
- Wiener-Dog, regia di Todd Solondz (2016)
- Goat, regia di Andrew Neel (2016)
- White Girl, regia di Elizabeth Wood (2016)
- Frank e Lola (Frank & Lola), regia di Matthew Ross (2016)
- Vicolo cieco (A Kind of Murder), regia di Andy Goddard (2016)
- Dina, regia di Antonio Santini e Dan Sickles (2017)
- Lemon, regia di Janicza Bravo (2017)
- Where Is Kyra?, regia di Andrew Dosunmu (2017)
- Beatriz at Dinner, regia di Miguel Arteta (2017)
- First Reformed - La creazione a rischio (First Reformed), regia di Paul Schrader (2017)
- My Days of Mercy, regia di Tali Shalom-Ezer (2017)
- Vox Lux, regia di Brady Corbet (2018)
- American Woman, regia di Semi Chellas (2019)
- Zola, regia di Janicza Bravo (2020)
- Shirley, regia di Josephine Decker (2020)
- Il mondo che verrà (The World to Come), regia di Mona Fastvold (2020)
- Fratelli di sangue (The Sound of Philadelphia), regia di Jérémie Guez (2020)
- Bodies Bodies Bodies, regia di Halina Reijn (2022)
- Tutto è possibile (Anything's Possible), regia di Billy Porter (2022)
- Past Lives, regia di Celine Song (2023)
- The Starling Girl, regia di Laurel Parmet (2023)
- Omni Loop, regia di Bernardo Britto (2024)
- Babygirl, regia di Halina Reijn (2024)

### Televisione
- This Close - serie TV, 6 episodi (2018)

### Cortometraggi
- Woman in Deep, regia di Janicza Bravo (2016)

## Riconoscimenti
- Premio Oscar
  - 2024 - Candidatura al miglior film per Past Lives
- Premi BAFTA
  - 2024 - Candidatura al miglior film in lingua straniera per Past Lives